# 涅波沃米采

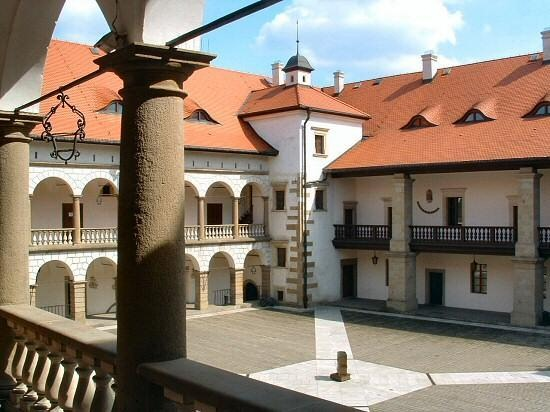

涅波沃米采是波蘭的城鎮，位於該國南部維斯瓦河畔，距離首府克拉科夫25公里，由小波蘭省負責管轄，面積27.1平方公里，2006年人口8,537。

## 友好城市
- 法國 圣让德拉吕埃勒

## 外部連結
- Official website
- Summary (in English) of Niepołomice
- Jewish Community in Niepołomice （页面存档备份，存于） on Virtual Shtetl

50°02′N 20°13′E / 50.033°N 20.217°E